# الیوروبا
ال-یوروبا یک منطقهٔ مسکونی در لیبی است که در بنغازی واقع شده‌است.